# Александр (Карпин)
Епи́скоп Алекса́ндр (фин. Piispa Aleksanteri, при рождении Алекса́ндр Петро́вич Ка́рпин; 24 сентября 1883, Суоярви, Великое княжество Финляндское — 13 октября 1969, Хельсинки, Финляндия) — архиерей Финляндской архиепископии Константинопольского патриархата; епископ Хельсинкский (1945—1969).

## Биография
Родился 24 сентября 1883 года в городе Суоярви, в Великом княжестве Финляндском (ныне Карелия) в семье православного священника Петра Ивановича Карпина. По отцовской и по материнской линии происходил из русского духовенства, которое как минимум в течение века служило в приходах Санкт-Петербургской и Олонецкой епархий.
Обучался в Олонецкой духовной семинарии, затем перешёл в Санкт-Петербургскую духовную семинарию, которую окончил в 1904 году по второму разряду. Некоторое время учился в Санкт-Петербургской духовной Академии.
Был учителем Варпакюльской русской народной школы Министерства народного просвещение (ныне урочище Варпакюля Суоярвского района Карелии). 13 ноября 1910 года определён вторым священником в Шуэзерский приход к Суоярвской Петропавловской церкви
В 1911 году женился на Марии Павловне Трофимовой, и в том же году рукоположён в священный сан и назначен настоятелем Суоярвской Петропавловской церкви (Суоярвский чугуноплавильный завод / Аннантехдас) (Выборгская и Финляндская епархия).
С 1914 года исполнял обязанности благочинного IV благочиннического округа, объединявшего карельские приходы на востоке Финляндии.
После революции Финляндия обрела государственную независимость, и он получил финское гражданство.
В 1920 году назначен настоятелем новообразованного Аннантехдасского прихода в Каратсалми, выделенного из Суоярвского прихода. В Аннантехдасском приходе в первой половине 20-х гг. XX в. в связи с переходом на новый стиль среди прихожан возникли нестроения, которые были прекращены исключительно благодаря опытности и мудрости настоятеля.
В 1932 году овдовел, на его попечении осталась тяжелобольная дочь Вивея.
С 1933 по 1934 год преподавал догматическое богословие в Сортавальской духовной семинарии и по-прежнему нёс служение в Аннантехдассе.
В июне 1935 года Собором Финляндской Архиепископии единогласно избран епископом на Выборгскую епархию, которая была создана в 1925 году и с тех пор не имела епископа.
3 июля 1935 года архиепископ Герман (Аав) обратился с письменной просьбой к Правлению Спасо-Преображенского Валаамского монастыря пожертвовать из монастырской ризницы одно иерейское и одно диаконское облачения, из которых можно было бы изготовить архиерейское облачение. Настоятель обители, игумен Харитон (Дунаев), в ответ на данную просьбу изготовил два облачения: и для архиепископа, и для новоизбранного епископа Выборгского.
По представлению Государственного совета Финляндии президент Пер Эвинд Свинхувуд 23 августа 1935 года утвердил избрание протоиерея Александра Карпина и назначил его на должность епископа православной Выборгской епархии.
22 сентября 1935 года в Петропавловском соборе в Сортавале хиротонисан во епископа Выборгского. Хиротонию совершили: архиепископ Карельский и Финляндский Герман (Аав), митрополит Таллинский и Эстонский Александр (Паулус) и архиепископ Печерский Николай (Лейсман). Это была первая в истории хиротония православного епископа на территории Финляндии. После богослужения министр обороны А. Оксала приветствовал епископа от имени правительства и передал ему пожалованный президентом Орден Белой розы.
18 октября 1936 года епископ Александр освятил новопостроенную каменную церковь во имя Всех святых на выборгском православном кладбище в Ристимяки.
Зимой 1939/1940 года, в связи с началом Советско-финской войны и эвакуацией населения и Выборгского епархиального управления, выехал вглубь Финляндии.
С началом Великой Отечественной войны в 1941 году Выборг вновь перешёл к Финляндии, однако 20 июня 1944 года был занят советскими войсками.
В 1945 году епископу Александру, покинувшему к тому времени Выборг, был усвоен титул «Гельсингфорсский», он взял на себя устройство церковной жизни беженцев из Выборгской епархии на новых местах поселения.
Вместе с архиепископом Карельским и Финляндским Германом (Аавом) в октябре 1945 года вёл переговоры с представителем Русской православной церкви митрополитом Григорием (Чуковым) о воссоединении Финляндской Архиепископии с Московским Патриархатом. Тогда с Германа и Александра была взята подписка «о содействии к объединению Финляндской Православной Церкви с Русской Православной Церковью».
В октябре 1946 года на приглашение Патриарха Алексия I (Симанского) приехать в Москву для переговоров, епископ Александр ответил отказом, сославшись на свою болезнь.
7 мая 1957 года он вместе с архиепископом Германом (Аавом) восстановил литургическое общение с Русской православной церковью.
Его духовный сын архиепископ Клинский Лонгин (Талыпин) говорил нём как о человеке, имеющем чёткое представление о важности сохранения русских традиций в Финляндской Церкви.
17 июня 1960 года на Предсоборном совещании Финляндской Православной Церкви епископ Александр был выбран заместителем ушедшего на покой архиепископа Германа
Скоропостижно скончался 13 октября 1969 года в Хельсинки, сидя в кресле своего кабинета. 15 октября епископ Лапландский Иоанн (Ринне), викарий Гельсингфорсской епархии совершил в Успенском соборе парастас и литию на церковно-славянском, а 16 октября архиепископ Карельский и Финляндский Павел (Гусев-Олмари) с собором духовенства совершил по-фински Литургию и отпевание почившего, в котором участвовали епископ Иоанн (Ринне), 32 священника и 5 диаконов. Согласно завещанию в храме не было произнесено ни одной речи.
Похоронен на Хельсинкском православном кладбище в районе Лапинлахти (квартал 3, 428).

## Семья
- Отец — священник Петр Иоаннович Карпин
- Брат — Николай Петрович Карпин служил псаломщиком в Шуэзерской Троицкой церкви
- Жена — Мария Павловна (12.4.1893 — 15.4.1932). Дата венчания — 7.1.1911.
- Дочь — Лидия (29.3.1913 — 3.4.1927)
- Дочь — Вевея (Viivi) р. 7.5.1918